# Terme di Bologna
Nella città metropolitana di Bologna sono presenti diversi centri termali convenzionati con il Servizio Sanitario Nazionale, che utilizzano acque termali provenienti dal sottosuolo e riconosciute per le loro proprietà benefiche già dai tempi degli antichi Romani.

## Storia
Le prime fonti che documentano la presenza di acque termali nell'area bolognese ci provengono da due iscrizioni: la prima rinvenuta nel cortile di Palazzo Albergati, in via Saragozza a Bologna, risalente al II secolo d.C.; la seconda nell'area suburbana dell'antica Bononia, risalente al III secolo d.C. Ne emerge che già nel I secolo d.C. l'imperatore Augusto aveva messo in piedi il primo impianto termale pubblico, organizzato secondo lo standard delle terme romane.
Sempre nelle stesse iscrizioni si rinviene che nel II secolo d.C. il bolognese Tito Aviasio Servando lasciò per testamento 400.000 sesterzi al figlio Seneca affinché fosse reso pubblico l'accesso alle strutture termali.
Vi sono reperti di vecchie terme romane anche a Porretta Terme, chiamate in antichità sorgenti termali dei Bagni della Porretta. Qui lo stabilimento è cresciuto nel corso dei secoli diventando uno dei più importanti in Italia. Già alcune lettere del 1387 ne testimoniavano le grandi qualità terapeutiche, con un'eccellenza nel campo della sterilità femminile.
Le acque termali di Castel San Pietro erano conosciute fin dal 1337, anche se il primo stabilimento vero è stato costruito nel 1870.
Qualche secolo più tardi, fra la fine dell'Ottocento e l'inizio del Novecento, a Bologna venivano aperte al pubblico le Terme di Corticella e, successivamente, le Terme di Casaglia, entrambe oggi chiuse.
Nel Novecento la tradizione termale bolognese è stata ripresa sia dalle già note Terme di Porretta e da quelle di Castel San Pietro, ricostruite dopo la guerra con standard più elevati, sia in ambito cittadino dalle Terme del circuito del Mare Termale Bolognese. 

## Le stazioni termali di Bologna
A Bologna sono presenti tre stabilimenti termali convenzionati col Servizio Sanitario Nazionale (S.S.N.) e con INAIL e INPS per le terapie che si eseguono al loro interno: le Terme Felsinee, le Terme San Luca e le Terme San Petronio.

### Terme Felsinee

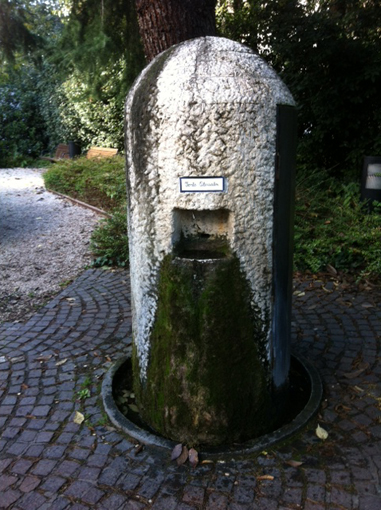
Fonte Alexander alle Terme Felsinee

Costituiscono lo stabilimento più longevo attualmente aperto al pubblico nell'area urbana di Bologna, essendo riconosciute dal Ministero della Salute per le proprietà terapeutiche dal 1995. Le acque termali sono di due tipi: sulfuree e bicarbonato-solfato-calciche. Si eseguono sia cure terapeutiche (inalatorie e riabilitative) che percorsi termali e medical fitness nelle piscine della spa. Nel centro termale vi sono anche ambulatori medici e una palestra. Terme Felsinee è in Via Di Vagno 7 a Bologna.

### Terme San Luca
Realizzate all'interno di uno stabilimento per il fitness; le acque termali delle Terme San Luca sono bicarbonato-solfato-calciche. Nella struttura, oltre alle cure riabilitative, è rimasto anche il centro fitness affiancato dalla spa. Le Terme San Luca sono in Via Agucchi 4/2 a Bologna.

### Terme San Petronio
Situate nel centro storico di Bologna, in via Irnerio 12/A, le Terme San Petronio sono state costruite nel 2011. Per portare l'acqua in superficie sono dotate di condotte sotterranee lunghe 5 km. L'acqua termale proviene dalla stessa fonte delle Terme Felsinee ed è di tipo bicarbonato-solfato-calcica: si tratta quindi di un'acqua alcalina, particolarmente adatta all'idropinoterapia. Oltre alle cure, si possono effettuare bagni termali e tutti i servizi offerti da una moderna spa.

## Le stazioni termali nell'area metropolitana
Nella città metropolitana di Bologna vi sono alcuni grandi stabilimenti termali convenzionati col Servizio Sanitario Nazionale (S.S.N.) e con INAIL e INPS: le Terme Acquabios, le Terme dell'Agriturismo,  e Terme di Castel San Pietro e le Terme di Porretta.

### Terme Acquabios
Le Terme Acquabios sono le più recenti della zona, autorizzate dal Ministero della Salute il 2 marzo 2013, e si trovano a Minerbio. Sfruttano la nuova fonte termale bicarbonato-alcalina-solfurea e sono considerate acque benefiche per la pelle e per la cura di artrosi e reumatismi. Le Terme Acquabios sono in Via Garibaldi 110 a Minerbio (Bo).

### Terme dell'Agriturismo
Le Terme dell'Agriturismo si trovano a Monterenzio all'interno del Villaggio della Salute Più. Questo complesso, aperto tutto l'anno e dedicato alle cure termali, alla riabilitazione e al benessere, è composto dallo stabilimento termale, dall'agriturismo, da un albergo diffuso e da un camping, a cui si affianca nei mesi estivi l'Acquapark della Salute Più, un grande parco acquatico di 20.000 metri quadrati che comprende piscine termali, giochi, percorsi sportivi e aree ristoro. A poca distanza vi è inoltre l'Oasi di Zello, un'area naturista a 400 metri di altitudine dedicata al relax e alle ecoterapie, convenzionata con il circuito delle terme bolognesi. Le acque delle Terme dell'Agriturismo sono solfato-calciche.

### Terme di Castel San Pietro
Le Terme di Castel San Pietro sono fra le più importanti realtà termali italiane e rispettano gli elevati standard della regione Emilia-Romagna. L'acqua è salsobromojodica e solfurea. Vi si possono fare cure inalatorie e fisiche e trattamenti di medicina estetica. Al centro termale sono collegati anche un albergo e una spa.

### Terme di Porretta

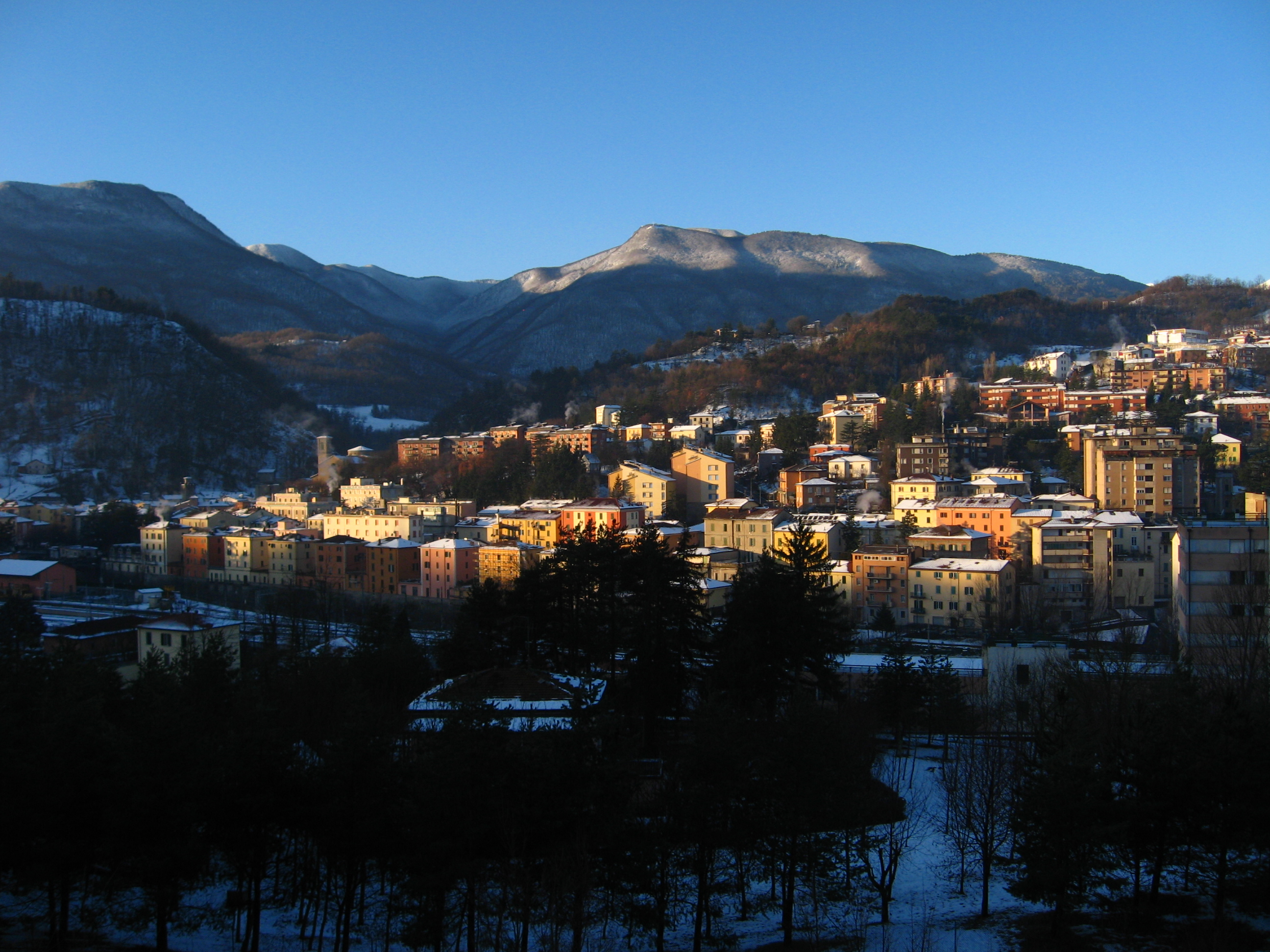
Panorama di Porretta Terme

Le Terme di Porretta rappresentano un centro termale di eccellenza nel panorama italiano, essendo classificate “1º livello Super” dalla regione Emilia-Romagna. Le acque che sgorgano dalle fonti di Porretta sono sia sulfuree sia salsobromojodiche, e sono utili per numerose terapie, sia a livello respiratorio sia circolatorio, oltre che per la cura dei problemi legati alla pelle o alle allergie.